# Административно-территориальное деление Акмолинской области

## Административно-территориальное устройство
Администрати́вно-территориа́льное устро́йство Акмо́линской о́бласти — осуществляет государственное управление на началах оптимального сочетания республиканских и местных интересов в рамках Конституции Республики Казахстан. Основное положение следует из Закона Республики Казахстан «Об административно-территориальном устройстве Республики Казахстан» от 8 декабря 1993 года, согласно которому, Акмолинская область являясь «регионом» (административно-территориальной единицей 1-го уровня) — включает в собственный состав районы и города областного значения (административно-территориальные единицы 2-го уровня).

### Основные сведения про административно-территориальные единицы области
- Город областного значения — самостоятельная административно-территориальная единица, наравне с районами, подчиняющаяся непосредственно акимату области;
- Район — одна из основных административно-территориальных единиц; состоит из городов районного значения, сёл, посёлков, сельских округов;
  - Город районного значения — город, находящийся в подчинении районного акимата;
  - Сельский округ — несколько объединённых общей территорией населённых пунктов, подчиняющаяся сельскому акимату. В случае упразднения населённых пунктов кроме одного, — преобразовывается в село.
  - Село — административно-территориальная единица в составе которой находится всего один сельский населённый пункт. По функциональности — то же, что и сельский округ;
  - Посёлок — административно-территориальная единица в составе которой находятся один или несколько населённых пунктов, подчиняющаяся поселковому акимату;
    - Населённый пункт — это часть компактно заселенной территории Республики Казахстан, сложившаяся в результате хозяйственной и иной общественной деятельности граждан, с численностью населения не менее 50 человек, учтенная и зарегистрированная в установленном законами Республики Казахстан порядке и управляемая местными представительными и исполнительными органами. Населенные пункты подразделяются на:

#### Категории населённых пунктов
- города республиканского значения, к которым относятся населенные пункты, имеющие особое государственное значение или численность населения более одного миллиона человек;
- города областного значения, к которым относятся населенные пункты, являющиеся крупными экономическими и культурными центрами, имеющие развитую производственную и социальную инфраструктуру и численность населения более 50 тысяч человек;
- города районного значения, к которым относятся населенные пункты, на территории которых имеются промышленные предприятия, коммунальное хозяйство, государственный жилищный фонд, развитая сеть организаций образования и здравоохранения, культурно-просветительных и торговых объектов, с численностью населения не менее 10 тысяч человек;
- посёлки, к которым относятся населенные пункты с численностью населения не менее 3 тысяч человек[a];
- сёла — населённые пункты с численностью населения не менее 50 человек.

### Количество административно-территориальных единиц области
Согласно бюллетеню «Административно-территориальных единиц Республики Казахстан» Бюро национальной статистики Агентства по стратегическому планированию и реформам Республики Казахстан, на начало 2022 года Акмолинская область включает:
- 3 города областного значения;
- 17 районов, в том числе;
  - 8 городов районного значения
  - 5 посёлков;
  - 194 сельских округов;
  - 32 сёл;
    - 594 сельских населённых пунктов.

Административным центром Акмолинской области является город Кокшетау.

#### Перечень районов
| №  | Название             | Герб | Площадь, км² | Плотность | Население, 2009 | Население, 2021 | Процентная, доля. | Административный центр. | Население центра, чел. | Код КАТО  |
| -- | -------------------- | ---- | ------------ | --------- | --------------- | --------------- | ----------------- | ----------------------- | ---------------------- | --------- |
| 1  | Аккольский район     |      | 8 156        | 3,13      | 28 359          | ↘25 489         | 3,47              | г. Акколь               | 13 922                 | 113200000 |
| 2  | Аршалынский район    |      | 5 847        | 4,68      | 27 940          | ↘27 384         | 3,72              | п. Аршалы               | 5 867                  | 113400000 |
| 3  | Астраханский район   |      | 7 379        | 3,13      | 27 419          | ↘23 069         | 3,14              | с. Астраханка           | 5 014                  | 113600000 |
| 4  | Атбасарский район    |      | 10 634       | 4,42      | 50 981          | ↘46 968         | 6,39              | г. Атбасар              | 28 402                 | 113800000 |
| 5  | район Биржан сал     |      | 10 989       | 1,23      | 17 930          | ↘13 533         | 1,84              | г. Степняк              | 3 412                  | 114500000 |
| 6  | Буландынский район   |      | 5 083        | 6,56      | 34 815          | ↘33 363         | 4,54              | г. Макинск              | 17 486                 | 114000000 |
| 7  | Бурабайский район    |      | 5 945        | 12,51     | 73 169          | ↘74 395         | 10,11             | г. Щучинск              | 44 106                 | 117000000 |
| 8  | Егиндыкольский район |      | 5 412        | 1,09      | 6 802           | ↘5 903          | 0,80              | с. Егиндыколь           | 2 980                  | 114400000 |
| 9  | Ерейментауский район |      | 17 659       | 1,45      | 32 236          | ↘25 615         | 3,48              | г. Ерейментау           | 8 759                  | 114600000 |
| 10 | Есильский район      |      | 7 967        | 2,92      | 28 552          | ↘23 276         | 3,16              | г. Есиль                | 10 236                 | 114800000 |
| 11 | Жаксынский район     |      | 9 692        | 1,91      | 21 107          | ↘18 516         | 2,52              | с. Жаксы                | 4 700                  | 115200000 |
| 12 | Жаркаинский район    |      | 12 060       | 1,11      | 15 423          | ↘13 358         | 1,82              | г. Державинск           | 5 804                  | 115400000 |
| 13 | Зерендинский район   |      | 7 807        | 4,80      | 40 591          | ↘37 445         | 5,09              | с. Зеренда              | 6 539                  | 115600000 |
| 14 | Коргалжынский район  |      | 9 312        | 0,93      | 10 289          | ↘8 616          | 1,17              | с. Коргалжын            | 3 181                  | 116000000 |
| 15 | Сандыктауский район  |      | 6 384        | 2,75      | 21 521          | ↘17 556         | 2,39              | с. Балкашино            | 4 229                  | 116400000 |
| 16 | Целиноградский район |      | 7 801        | 10,55     | 58 350          | ↗82 299         | 11,19             | с. Акмол                | 6 923                  | 116600000 |
| 17 | Шортандинский район  |      | 4 675        | 6,16      | 29 580          | ↘28 789         | 3,91              | п. Шортанды             | 5 661                  | 116800000 |

#### Перечень городов областного значения (городские администраций)
| № | Название    | Герб | Площадь, км² | Плотность | Население, 2009 | Население, 2021 | Процентная, доля. | Административный центр. | Население центра, чел. | Код КАТО  |
| - | ----------- | ---- | ------------ | --------- | --------------- | --------------- | ----------------- | ----------------------- | ---------------------- | --------- |
| 1 | Кокшетау    |      | 425          | 384,1     | 147 295         | ↗163 008        | 22,16             | Кокшетау                | 148 550                | 111000000 |
| 2 | Косшы       |      | 24,13        | 2 101,07  | 4 527           | ↗50 600         |                   | Косшы                   | 50 600                 | 111600000 |
| 3 | Степногорск |      | 2 905        | 23,05     | 65 991          | ↗66 964         | 9,10              | Степногорск             | 45 217                 | 111800000 |

#### Перечень городов районного значения, посёлков, сёл, сельских округов — административно-территориальных единиц 3-го уровня
| № п/п | № п/п | Тип                                  | Название                    | Административный центр     | Население, 1999 | Население, 2009 | %      | Количество НП | Код КАТО  |
| ----- | ----- | ------------------------------------ | --------------------------- | -------------------------- | --------------- | --------------- | ------ | ------------- | --------- |
| 1     | 1     | Городская администрация («город»)    | Кокшетау                    | город Кокшетау             | 134 004         | ↗147 295        | 19,97  | 4             | 111000000 |
| 2     | 2     | Городская администрация («город»)    | Кокшетау                    | город Кокшетау             | 123 389         | ↗135 106        | 91,72  | 1             | 111010000 |
| 3     | 3     | Поселковая администрация («посёлок») | Станционная                 | посёлок Станционный        | 2 057           | ↗2 249          | 1,53   | 1             | 111037000 |
| 4     | 4     | Сельский округ                       | Красноярский                | село Красный Яр            | 8 352           | ↗9 875          | 6,70   | 2             | 111033000 |
| 5     | 2     | Городская администрация («город»)    | Косшы                       | город Косшы                | 1 742           | ↗4 527          | 0,61   | 1             | 111600000 |
| 6     | 1     | Городская администрация («город»)    | Косшы                       | город Косшы                | 1 742           | ↗4 527          | 100,00 | 1             | 111610000 |
| 7     | 3     | Городская администрация («город»)    | Степногорск                 | город Степногорск          | 70 121          | ↘65 991         | 8,95   | 12            | 111800000 |
| 8     | 1     | Городская администрация («город»)    | Степногорск                 | город Степногорск          | 47 372          | ↘46 712         | 70,79  | 1             | 111810000 |
| 9     | 2     | Поселковая администрация («посёлок») | Аксуская                    | посёлок Аксу               | 5 690           | ↘3 779          | 5,73   | 1             | 111833000 |
| 10    | 3     | Поселковая администрация («посёлок») | Бестобинская                | посёлок Бестобе            | 6 656           | ↘6 335          | 9,60   | 2             | 111837000 |
| 11    | 4     | Поселковая администрация («посёлок») | Заводская                   | посёлок Заводской          | 3 991           | ↘3 504          | 5,31   | 1             | 111841000 |
| 12    | 5     | Поселковая администрация («посёлок») | Шантобинская                | посёлок Шантобе            | 5 102           | ↘4 473          | 6,78   | 2             | 111845000 |
| 13    | 6     | Сельский округ                       | Богенбайский                | село Богенбай              | 1 571           | ↘672            | [ 8 ]  | 2             | 111847000 |
| 14    | 7     | Село (сельская администрация)        | Изобильное                  | село Изобильное            | 1 428           | ↘933            | [ 9 ]  | 1             | 111849000 |
| 15    | 8     | Село (сельская администрация)        | Карабулак                   | село Карабулак             | 1 310           | ↘1 188          | 1,80   | 1             | 111843000 |
| 16    | 9     | Село (сельская администрация)        | Кырыккудык                  | село Кырыккудык            | 888             | ↘567            | [ 8 ]  | 1             | 111851000 |
| 17    | 4     | Сельский район                       | Аккольский                  | город Акколь               | 35 278          | ↘28 359         | 3,85   | 29            | 113200000 |
| 18    | 1     | Городская администрация («город»)    | Аккольская                  | город Акколь               | 16 493          | ↘14 815         | 52,24  | 4             | 113220000 |
| 19    | 2     | Сельский округ                       | Енбекский                   | село Енбек                 | 1 634           | ↘1 193          | 4,21   | 3             | 113253000 |
| 20    | 3     | Сельский округ                       | Жалгызкарагайский           | село Жалгызкарагай         | 1 024           | ↘627            | 2,21   | 3             | 113251000 |
| 21    | 4     | Сельский округ                       | Карасайский                 | аул Кына                   | 2 127           | ↘1 356          | 4,78   | 3             | 113241000 |
| 22    | 5     | Сельский округ                       | Кенесский                   | аул Домбыралы              | 2 131           | ↘2 059          | 7,26   | 4             | 113243000 |
| 23    | 6     | Сельский округ                       | Наумовский                  | село Наумовка              | 1 903           | ↘1 437          | 5,07   | 3             | 113247000 |
| 24    | 7     | Сельский округ                       | Новорыбинский               | село Новорыбинка           | 1 710           | ↘1 363          | 4,81   | 3             | 113249000 |
| 25    | 8     | Сельский округ                       | Урюпинский                  | село Урюпинка              | 3 232           | ↘2 622          | 9,25   | 5             | 113255000 |
| 26    | 9     | Село (сельская администрация)        | Азат                        | село Азат                  | 1 478           | ↘1 152          | 4,06   | 1             | 113239000 |
| 27    | 5     | Сельский район                       | Аршалынский                 | посёлок Аршалы             | 29 620          | ↘27 940         | 3,79   | 32            | 113400000 |
| 28    | 1     | Поселковая администрация («посёлок») | Аршалынская                 | посёлок Аршалы             | 7 208           | ↘7 051          | 25,24  | 1             | 113430000 |
| 29    | 2     | Сельский округ                       | Акбулакский                 | село Акбулак               | 1 179           | ↘1 067          | 3,82   | 2             | 113431000 |
| 30    | 3     | Сельский округ                       | Арнасай                     | село Арнасай               | 1 428           | ↗1 430          | 5,12   | 2             | 113442000 |
| 31    | 4     | Сельский округ                       | Анарский                    | станция Анар               | 2 073           | ↘1 537          | 5,50   | 2             | 113435000 |
| 32    | 5     | Сельский округ                       | Берсуатский                 | село Берсуат               | 1 205           | ↘901            | 3,22   | 2             | 113437000 |
| 33    | 6     | Сельский округ                       | Булаксайский                | село Булаксай              | 1 553           | ↘1 469          | 5,26   | 3             | 113451000 |
| 34    | 7     | Сельский округ                       | Волгодоновский              | село Волгодоновка          | 1 574           | ↘1 557          | 5,57   | 3             | 113441000 |
| 35    | 8     | Сельский округ                       | Жибек Жолы                  | село Жибек Жолы            | 3 006           | ↗4 627          | 16,56  | 4             | 113433000 |
| 36    | 9     | Сельский округ                       | Ижевский                    | село Ижевское              | 2 300           | ↘1 962          | 7,02   | 2             | 113443000 |
| 37    | 10    | Сельский округ                       | Константиновский            | село Константиновка        | 2 748           | ↘2 011          | 7,20   | 3             | 113445000 |
| 38    | 11    | Сельский округ                       | Михайловский                | село Михайловка            | 2 261           | ↘1 850          | 6,62   | 3             | 113449000 |
| 39    | 12    | Сельский округ                       | Сарыобинский                | село Сарыоба               | 1 657           | ↘1 469          | 5,26   | 2             | 113453000 |
| 40    | 13    | Сельский округ                       | Турген                      | село Турген                | 1 428           | ↘1 009          | 3,61   | 3             | 113447000 |
| 41    | 6     | Сельский район                       | Астраханский                | село Астраханка            | 32 980          | ↘27 419         | 3,72   | 34            | 113600000 |
| 42    | 1     | Сельский округ                       | Астраханский                | село Астраханка            | 7 127           | ↘6 716          | 24,49  | 3             | 113630000 |
| 43    | 2     | Сельский округ                       | Есильский                   | село Зелёное               | 1 506           | ↘1 281          | 4,67   | 3             | 113637000 |
| 44    | 3     | Сельский округ                       | Жалтырский                  | село Жалтыр                | 5 753           | ↘5 046          | 18,40  | 4             | 113640000 |
| 45    | 4     | Сельский округ                       | Колутонский                 | станция Колутон            | 1 630           | ↘1 145          | 4,18   | 2             | 113656000 |
| 46    | 5     | Сельский округ                       | Кызылжарский                | село Жана-Турмыс           | 2 395           | ↘1 785          | 6,51   | 3             | 113645000 |
| 47    | 6     | Сельский округ                       | Николаевский                | село Петровка              | 1 793           | ↘1 638          | 5,97   | 3             | 113649000 |
| 48    | 7     | Сельский округ                       | Новочеркасский              | село Новочеркасское        | 2 334           | ↘2 021          | 7,37   | 3             | 113650000 |
| 49    | 8     | Сельский округ                       | Острогорский                | село Новый Колутон         | 1 136           | ↘940            | 3,43   | 2             | 113651000 |
| 50    | 9     | Сельский округ                       | Первомайский                | село Первомайка            | 1 798           | ↘1 785          | 6,51   | 3             | 113653000 |
| 51    | 10    | Сельский округ                       | Староколутонский            | село Старый Колутон        | 2 022           | ↘1 462          | 5,33   | 4             | 113655000 |
| 52    | 11    | Сельский округ                       | Узункольский                | село Узунколь              | 1 094           | ↘689            | 2,51   | 3             | 113657000 |
| 53    | 12    | Село (сельская администрация)        | Каменка                     | село Каменка               | 1 023           | ↘863            | 3,15   | 1             | 113641000 |
| 54    | 7     | Сельский район                       | Атбасарский                 | город Атбасар              | 61 009          | ↘50 981         | 6,91   | 30            | 113800000 |
| 55    | 1     | Городская администрация («город»)    | Атбасарская                 | город Атбасар              | 32 288          | ↘30 436         | 59,70  | 1             | 113820100 |
| 56    | 2     | Сельский округ                       | Акана Курманова             | село Акана Курманова       | 2 189           | ↘1 393          | 2,73   | 3             | 113851000 |
| 57    | 3     | Сельский округ                       | Бастау                      | село Бастау                | 1 674           | ↘1 488          | 2,92   | 1             | 113845000 |
| 58    | 4     | Сельский округ                       | Макеевский                  | село Шуйское               | 1 695           | ↘972            | 1,91   | 2             | 113841000 |
| 59    | 5     | Сельский округ                       | Мариновский                 | село Мариновка             | 4 331           | ↘4 128          | 8,10   | 3             | 113843000 |
| 60    | 6     | Сельский округ                       | Покровский                  | село Покровка              | 1 150           | ↘834            | 1,64   | 2             | 113852000 |
| 61    | 7     | Сельский округ                       | Полтавский                  | село Полтавка              | 1 062           | ↘1 067          | 2,09   | 2             | 113853000 |
| 62    | 8     | Сельский округ                       | Сепеевский                  | село Сепе                  | 679             | ↘494            | 0,97   | 2             | 113855000 |
| 63    | 9     | Сельский округ                       | Сергеевский                 | село Сергеевка             | 3 132           | ↘1 711          | 3,36   | 3             | 113857000 |
| 64    | 10    | Сельский округ                       | Тельманский                 | село Тельмана              | 1 421           | ↘1 152          | 2,26   | 2             | 113863000 |
| 65    | 11    | Сельский округ                       | Шункыркольский              | село Сочинское             | 775             | ↘304            | 0,60   | 2             | 113833000 |
| 66    | 12    | Сельский округ                       | Ярославский                 | село Ярославка             | 2 311           | ↘1 686          | 3,31   | 5             | 113867000 |
| 67    | 13    | Село (сельская администрация)        | Борисовка                   | село Борисовка             | 1 248           | ↘1 084          | 2,13   | 1             | 113835000 |
| 68    | 14    | Село (сельская администрация)        | Новосельское                | село Новосельское          | 1 537           | ↘1 117          | 2,19   | 1             | 113849000 |
| 69    | 8     | Сельский район                       | Биржан сал                  | город Степняк              | 25 599          | ↘17 930         | 2,43   | 35            | 114500000 |
| 70    | 1     | Городская администрация («город»)    | Степняк                     | город Степняк              | 5 329           | ↘4 413          | 24,61  | 2             | 114520000 |
| 71    | 2     | Сельский округ                       | Ангалбатырский              | аул Ангал батыра           | 1 117           | ↘933            | 5,20   | 2             | 114532000 |
| 72    | 3     | Сельский округ                       | Баймырзинский               | село Баймырза              | 856             | ↘698            | 3,89   | 2             | 114534000 |
| 73    | 4     | Сельский округ                       | Бирсуатский                 | село Бирсуат               | 1 415           | ↘868            | 4,84   | 2             | 114533000 |
| 74    | 5     | Сельский округ                       | Валихановский               | село Валиханово            | 1 891           | ↘491            | 2,74   | 2             | 114545000 |
| 75    | 6     | Сельский округ                       | Донской                     | аул Андыкожа батыра        | 1 760           | ↘1 431          | 7,98   | 2             | 114535000 |
| 76    | 7     | Сельский округ                       | Енбекшильдерский            | село Енбекшильдерское      | 1 419           | ↘1 153          | 6,43   | 3             | 114537000 |
| 77    | 8     | Сельский округ                       | Заураловский                | село Заураловка            | 1 375           | ↘988            | 5,51   | 3             | 114539000 |
| 78    | 9     | Сельский округ                       | Макинский                   | село Макинка               | 3 431           | ↘3 141          | 17,52  | 6             | 114543000 |
| 79    | 10    | Сельский округ                       | Ульгинский                  | аул Ульги                  | 2 190           | ↘1 875          | 10,46  | 6             | 114547000 |
| 80    | 11    | Село (сельская администрация)        | Аксу                        | село Аксу                  | 613             | ↘386            | 2,15   | 1             | 114531000 |
| 81    | 12    | Село (сельская администрация)        | Заозёрное                   | село Заозёрное             | 1 896           | ↘436            | 2,43   | 1             | 114538000 |
| 82    | 13    | Село (сельская администрация)        | Кенащы                      | село Кенащы                | 674             | ↘386            | 2,15   | 1             | 114540000 |
| 83    | 14    | Село (сельская администрация)        | Краснофлотское              | село Краснофлотское        | 1 028           | ↘389            | 2,17   | 1             | 114541000 |
| 84    | 15    | Село (сельская администрация)        | Мамай                       | село Мамай                 | 605             | ↘342            | 1,91   | 1             | 114544000 |
| 85    | 9     | Сельский район                       | Буландынский                | город Макинск              | 41 387          | ↘34 815         | 4,72   | 38            | 114000000 |
| 86    | 1     | Городская администрация («город»)    | Макинская                   | город Макинск              | 18 540          | ↘16 745         | 19,37  | 1             | 114020100 |
| 87    | 2     | Сельский округ                       | Айнакольский                | село Айнаколь              | 868             | ↘628            | 1,80   | 2             | 114051000 |
| 88    | 3     | Сельский округ                       | Алтындынский                | село Алтынды               | 2 307           | ↘1 815          | 5,21   | 5             | 114035000 |
| 89    | 4     | Сельский округ                       | Амангельдинский             | село Партизанка            | 1 353           | ↘1 162          | 3,34   | 2             | 114053000 |
| 90    | 5     | Сельский округ                       | Вознесенский                | село Вознесенка            | 2 705           | ↘2 200          | 6,32   | 3             | 114031000 |
| 91    | 6     | Сельский округ                       | Ергольский                  | аул Токтамыс               | 2 162           | ↘1 798          | 5,16   | 4             | 114037000 |
| 92    | 7     | Сельский округ                       | Журавлёвский                | село Журавлёвка            | 2 570           | ↘1 975          | 5,67   | 4             | 114039000 |
| 93    | 8     | Сельский округ                       | Капитоновский               | село Капитоновка           | 1 760           | ↘1 227          | 3,52   | 3             | 114041000 |
| 94    | 9     | Сельский округ                       | Карамышевский               | аул Шубарагаш              | 2 683           | ↘1 662          | 4,77   | 4             | 114043000 |
| 95    | 10    | Сельский округ                       | Караузекский                | аул Караозек               | 1 907           | ↗2 218          | 6,37   | 4             | 114055000 |
| 96    | 11    | Сельский округ                       | Никольский                  | село Никольское            | 2 923           | ↘2 130          | 6,12   | 2             | 114045000 |
| 97    | 12    | Сельский округ                       | Новобратский сельский округ | село Новобратское          | 1 609           | ↘1 255          | 3,60   | 4             | 114047000 |
| 98    | 10    | Сельский район                       | Бурабайский                 | город Щучинск              | 81 739          | ↘73 169         | 9,92   | 52            | 117000000 |
| 99    | 1     | Городская администрация («город»)    | Щучинская                   | город Щучинск              | 45 254          | ↘44 106         | 60,28  | 1             | 117020000 |
| 100   | 2     | Поселковая администрация («посёлок») | Боровская                   | посёлок Бурабай            | 6 284           | ↘4 977          | 6,80   | 3             | 117035000 |
| 101   | 3     | Сельский округ                       | Абылайханский               | село Кызылагаш             | 3 022           | ↘2 590          | 3,54   | 4             | 117033000 |
| 102   | 4     | Сельский округ                       | Атамекен                    | аул Атамекен               | 2 324           | ↘2 167          | 2,96   | 6             | 117055000 |
| 103   | 5     | Сельский округ                       | Веденовский                 | село Веденовка             | 1 785           | ↘1 360          | 1,86   | 4             | 117037000 |
| 104   | 6     | Сельский округ                       | Зеленоборский               | село Зелёный Бор           | 5 361           | ↘4 733          | 6,47   | 6             | 117049000 |
| 105   | 7     | Сельский округ                       | Златопольский               | село Златополье            | 3 754           | ↘2 913          | 3,98   | 7             | 117051000 |
| 106   | 8     | Сельский округ                       | Катаркольский               | село Катарколь             | 3 380           | ↘3 156          | 4,31   | 4             | 117057000 |
| 107   | 9     | Сельский округ                       | Кенесаринский               | аул Кенесары               | 3 047           | ↘2 383          | 3,08   | 3             | 117053000 |
| 108   | 10    | Сельский округ                       | Урумкайский                 | село Урумкай               | 3 796           | ↘2 930          | 4,00   | 8             | 117061000 |
| 109   | 11    | Сельский округ                       | Успеноюрьевский             | село Успеноюрьевка         | 2 515           | ↘1 854          | 2,53   | 6             | 117063000 |
| 110   | 11    | Сельский район                       | Егиндыкольский              | село Егиндыколь            | 10 050          | ↘6 802          | 0,92   | 12            | 114400000 |
| 111   | 1     | Сельский округ                       | Алакольский                 | село Полтавское            | 787             | ↘620            | 9,11   | 2             | 114435000 |
| 112   | 2     | Сельский округ                       | Жалманкулакский             | село Жалманкулак           | 1 256           | ↘186            | 2,73   | 2             | 114445000 |
| 113   | 3     | Сельский округ                       | Узункольский                | село Узункольское          | 944             | ↘640            | 9,41   | 2             | 114447000 |
| 114   | 4     | Село (сельская администрация)        | Абай                        | село Абай                  | 506             | ↘170            | 2,50   | 1             | 114433000 |
| 115   | 5     | Село (сельская администрация)        | Бауманское                  | село Бауманское            | 1 122           | ↘778            | 11,44  | 1             | 114439000 |
| 116   | 6     | Село (сельская администрация)        | Буревестник                 | село Буревестник           | 562             | ↘227            | 3,34   | 1             | 114441000 |
| 117   | 7     | Село (сельская администрация)        | Егиндыколь                  | Село Егиндыколь            | 3 522           | ↘3 285          | 48,29  | 1             | 114430000 |
| 118   | 8     | Село (сельская администрация)        | Коржинколь                  | село Коржинколь            | 623             | ↘432            | 6,35   | 1             | 114446000 |
| 119   | 9     | Село (сельская администрация)        | Спиридоновка                | село Спиридоновка          | 728             | ↘464            | 6,82   | 1             | 114437000 |
| 120   | 12    | Сельский район                       | Ерейментауский              | город Ерейментау           | 42 246          | ↘32 236         | 4,37   | 33            | 114600000 |
| 121   | 1     | Городская администрация («город»)    | Ерейментауская              | город Ерейментау           | 15 087          | ↘12 518         | 38,83  | 1             | 114620100 |
| 122   | 2     | Сельский округ                       | Акмырзинский                | аул Акмырза                | 1 120           | ↘813            | 2,52   | 2             | 114633000 |
| 123   | 3     | Сельский округ                       | Бестогайский                | село Бестогай              | 1 511           | ↘911            | 2,83   | 3             | 114635000 |
| 124   | 4     | Сельский округ                       | Еркиншиликский              | аул Еркиншилик             | 4 417           | ↘4 060          | 12,59  | 2             | 114655000 |
| 125   | 5     | Сельский округ                       | Койтасский                  | село Койтас                | 781             | ↘470            | 1,46   | 2             | 114646000 |
| 126   | 6     | Сельский округ                       | Куншалганский               | село Куншалган             | 1 738           | ↘1 150          | 3,57   | 3             | 114645000 |
| 127   | 7     | Сельский округ                       | имени Олжабай батыра        | аул Олжабай батыра         | 2 141           | ↘1 600          | 4,96   | 3             | 114637000 |
| 128   | 8     | Сельский округ                       | Тайбайский                  | аул Тайбай                 | 2 640           | ↘2 180          | 6,76   | 4             | 114641000 |
| 129   | 9     | Сельский округ                       | Тургайский                  | село Тургай                | 2 728           | ↘1 944          | 6,03   | 6             | 114659000 |
| 130   | 10    | Сельский округ                       | Улентинский                 | село Уленты                | 1 688           | ↘1 321          | 4,10   | 3             | 114653000 |
| 131   | 11    | Село (сельская администрация)        | Аксуат                      | аул Аксуат                 | 1 589           | ↘702            | 2,18   | 1             | 114647000 |
| 132   | 12    | Село (сельская администрация)        | Бозтал                      | село Бозтал                | 1 131           | ↘810            | 2,51   | 1             | 114639000 |
| 133   | 13    | Село (сельская администрация)        | Новомарковка                | село Новомарковка          | 2 166           | ↘1 826          | 5,66   | 1             | 114651000 |
| 134   | 14    | Село (сельская администрация)        | Селетинское                 | село Селетинское           | 2 081           | ↘998            | 3,10   | 1             | 114657000 |
| 135   | 13    | Сельский район                       | Есильский                   | город Есиль                | 37 309          | 27 697          | 3,76   | 31            | 114800000 |
| 136   | 1     | Городская администрация («город»)    | Есильская                   | город Есиль                | 13 096          | ↘11 551         | 41,70  | 1             | 114820100 |
| 137   | 2     | Поселковая администрация («посёлок») | Красногорская               | посёлок Красногорский      | 3 408           | ↘1 467          | 5,30   | 3             | 114859000 |
| 138   | 3     | Сельский округ                       | Бузулукский                 | село Бузулук               | 909             | ↘574            | 2,07   | 2             | 114837000 |
| 139   | 4     | Сельский округ                       | Двуречный                   | село Двуречное             | 1 660           | ↘1 162          | 4,20   | 2             | 114841000 |
| 140   | 5     | Сельский округ                       | Жаныспайский                | село Жаныспай              | 819             | ↘465            | 1,68   | 2             | 114845000 |
| 141   | 6     | Сельский округ                       | Зареченский                 | село Заречное              | 1 495           | ↘1 220          | 4,40   | 2             | 114847000 |
| 142   | 7     | Сельский округ                       | Интернациональный           | село Интернациональное     | 671             | ↘509            | 1,84   | 3             | 114879000 |
| 143   | 8     | Сельский округ                       | Каракольский                | село Караколь              | 592             | ↘475            | 1,71   | 2             | 114863000 |
| 144   | 9     | Сельский округ                       | Красивинский                | село Красивое              | 2 824           | ↘1 807          | 6,52   | 5             | 114857000 |
| 145   | 10    | Сельский округ                       | Свободненский               | село Свободное             | 1 648           | ↘1 332          | 4,81   | 2             | 114873000 |
| 146   | 11    | Сельский округ                       | Юбилейный                   | село Юбилейное             | 688             | ↘ 631           | 2,28   | 2             | 114875000 |
| 147   | 12    | Село (сельская администрация)        | Аксай                       | село Аксай                 | 1 219           | ↘972            | 3,51   | 1             | 114833000 |
| 148   | 13    | Село (сельская администрация)        | Знаменка                    | село Знаменка              | 995             | ↘553            | 2,00   | 1             | 114851000 |
| 149   | 14    | Село (сельская администрация)        | Московское                  | село Московское            | 819             | ↘711            | 2,57   | 1             | 114865000 |
| 150   | 15    | Село (сельская администрация)        | Орловка                     | село Орловка               | 790             | ↘547            | 1,97   | 1             | 114867000 |
| 151   | 14    | Сельский район                       | Жаксынский                  | Село Жаксы                 | 30 808          | ↘21 107         | 2,86   | 25            | 115200000 |
| 152   | 1     | Сельский округ                       | Беловодский                 | село Беловодское           | 1 390           | ↘1 107          | 5,24   | 3             | 115239000 |
| 153   | 2     | Сельский округ                       | Жанакийминский              | село Жана Киима            | 4 905           | ↘3 128          | 14,82  | 3             | 115243000 |
| 154   | 3     | Сельский округ                       | Запорожский                 | село Запорожье             | 3 266           | ↘2 719          | 12,88  | 2             | 115245000 |
| 155   | 4     | Сельский округ                       | Ишимский                    | село Ишимское              | 2 429           | ↘1 579          | 7,48   | 3             | 115247000 |
| 156   | 5     | Сельский округ                       | Калининский                 | село Калининское           | 1 685           | ↘906            | 4,29   | 3             | 115251000 |
| 157   | 6     | Сельский округ                       | Кызылсайский                | село Кировское             | 1 514           | ↘845            | 4,00   | 2             | 115265000 |
| 158   | 7     | Сельский округ                       | Тарасовский                 | село Тарасовка             | 844             | ↘587            | 2,78   | 2             | 115274000 |
| 159   | 8     | Село (сельская администрация)        | Жаксы                       | село Жаксы                 | 5 350           | ↘5 097          | 24,15  | 1             | 115230000 |
| 160   | 9     | Село (сельская администрация)        | Белагаш                     | село Белагаш               | 1 223           | ↘1 149          | 5,44   | 1             | 115237000 |
| 161   | 10    | Село (сельская администрация)        | Киевское                    | село Киевское              | 974             | ↘734            | 3,48   | 1             | 115255000 |
| 162   | 11    | Село (сельская администрация)        | Новокиенка                  | село Новокиенка            | 1 142           | ↘860            | 4,07   | 1             | 115271000 |
| 163   | 12    | Село (сельская администрация)        | Подгорное                   | село Подгорное             | 1 023           | ↘789            | 3,74   | 1             | 115273000 |
| 164   | 13    | Село (сельская администрация)        | Терсакан                    | село Терсакан              | 1 863           | ↘510            | 2,42   | 1             | 115275000 |
| 165   | 14    | Село (сельская администрация)        | Село Чапаевское             | село Чапаевское            | 810             | ↘526            | 2,49   | 1             | 115277000 |
| 166   | 15    | Сельский район                       | Жаркаинский                 | город Державинск           | 24 326          | ↘15 423         | 2,09   | 23            | 115400000 |
| 167   | 1     | Городская администрация («город»)    | Державинская                | город Державинск           | 7 869           | ↘6 309          | 40,91  | 1             | 115420100 |
| 168   | 2     | Сельский округ                       | Валихановский               | село Валиханово            | 931             | ↘836            | 5,42   | 2             | 115473000 |
| 169   | 3     | Сельский округ                       | Жанадалинский               | село Тасты-Талды           | 2 012           | ↘797            | 5,17   | 3             | 115443000 |
| 170   | 4     | Сельский округ                       | Костычевский                | село Костычево             | 1 194           | ↘719            | 4,66   | 2             | 115451000 |
| 171   | 5     | Сельский округ                       | Нахимовский                 | село Нахимовка             | 795             | ↘339            | 2,20   | 2             | 115455000 |
| 172   | 6     | Сельский округ                       | Отрадный                    | село Отрадное              | 1 097           | ↘740            | 4,80   | 2             | 115431000 |
| 173   | 7     | Село (сельская администрация)        | Бирсуат                     | село Бирсуат               | 712             | ↘632            | 4,10   | 1             | 115437000 |
| 174   | 8     | Село (сельская администрация)        | Гастелло                    | село Гастелло              | 929             | ↘770            | 4,99   | 1             | 115439000 |
| 175   | 9     | Село (сельская администрация)        | Далабай                     | село Далабай               | 898             | ↘365            | 2,37   | 1             | 115441000 |
| 176   | 10    | Село (сельская администрация)        | Кумсуат                     | село Кумсуат               | 860             | ↘405            | 2,63   | 1             | 115453000 |
| 177   | 11    | Село (сельская администрация)        | Львовское                   | село Львовское             | 764             | ↘371            | 2,41   | 1             | 115454000 |
| 178   | 12    | Село (сельская администрация)        | Пригородное                 | село Пригородное           | 1 263           | ↘715            | 4,64   | 1             | 115463000 |
| 179   | 13    | Село (сельская администрация)        | Пятигорское                 | село Пятигорское           | 797             | ↘551            | 3,57   | 1             | 115465000 |
| 180   | 14    | Село (сельская администрация)        | Тасоткель                   | село Тасоткель             | 732             | ↘344            | 2,23   | 1             | 115469000 |
| 181   | 15    | Село (сельская администрация)        | Тассуат                     | село Тассуат               | 623             | ↘376            | 2,44   | 1             | 115471000 |
| 182   | 16    | Село (сельская администрация)        | Ушкарасу                    | село Ушкарасу              | 706             | ↘310            | 2,01   | 1             | 115475000 |
| 183   | 17    | Село (сельская администрация)        | Шойындыколь                 | село Шойындыколь           | 851             | ↘248            | 1,61   | 1             | 115479000 |
| 184   | 17    | Сельский район                       | Коргалжынский               | село Коргалжын             | 16 705          | ↘10 289         | 1,40   | 18            | 116000000 |
| 185   | 1     | Сельский округ                       | Амангельдинский             | село Уркендеу              | 1 131           | ↘626            | 6,08   | 2             | 116033000 |
| 186   | 2     | Сельский округ                       | Арыктинский                 | село Арыкты                | 2 022           | ↘1 102          | 10,71  | 2             | 116035000 |
| 187   | 3     | Сельский округ                       | Карашалгинский              | село Жантеке               | 1 881           | ↘992            | 9,64   | 3             | 116041000 |
| 188   | 4     | Сельский округ                       | Кенбидаикский               | село Кенбидаик             | 1 242           | ↘533            | 5,18   | 2             | 116037000 |
| 189   | 5     | Сельский округ                       | Коргалжынский               | село Коргалжын             | 6 181           | ↘4 267          | 41,47  | 2             | 116030000 |
| 199   | 6     | Сельский округ                       | Кызылсайский                | село Шалкар                | 1 238           | ↘702            | 6,82   | 2             | 116045000 |
| 200   | 7     | Сельский округ                       | Майшукырский                | село Майшукур              | 588             | ↘273            | 2,65   | 2             | 116039000 |
| 201   | 8     | Сельский округ                       | Сабундинский                | село Сабынды               | 2 422           | ↘1 794          | 17,44  | 3             | 116047000 |
| 202   | 18    | Район                                | Сандыктауский               | село Балкашино             | 28 729          | ↘21 521         | 2,92   | 41            | 116400000 |
| 203   | 1     | Сельский округ                       | Балкашинский                | село Балкашино             | 6 948           | ↘5 883          | 27,34  | 3             | 116430000 |
| 204   | 2     | Сельский округ                       | Баракпайский                | село Баракпай              | 755             | ↘535            | 2,49   | 3             | 116435000 |
| 205   | 3     | Сельский округ                       | Белгородский                | село Белгородское          | 1 500           | ↘ 918           | 4,27   | 3             | 116437000 |
| 206   | 4     | Сельский округ                       | Берликский                  | село Красная Поляна        | 1 014           | ↗1 034          | 4,80   | 3             | 116438000 |
| 207   | 5     | Сельский округ                       | Васильевский                | село Васильевка            | 1 633           | ↘1 061          | 4,93   | 3             | 116439000 |
| 208   | 6     | Сельский округ                       | Веселовский                 | село Весёлое               | 1 847           | ↘1 187          | 5,52   | 3             | 116441000 |
| 209   | 7     | Сельский округ                       | Жамбылский                  | село Приозёрное            | 1 463           | ↘1 048          | 4,87   | 2             | 116443000 |
| 210   | 8     | Сельский округ                       | Каменский                   | село Каменка               | 2 176           | ↘1 420          | 6,60   | 2             | 116447000 |
| 211   | 9     | Сельский округ                       | Лесной                      | село Лесное                | 1 858           | ↘1 514          | 7,03   | 5             | 116449000 |
| 212   | 10    | Сельский округ                       | Максимовский                | село Максимовка            | 2 522           | ↘1 900          | 8,83   | 4             | 116451000 |
| 213   | 11    | Сельский округ                       | Новоникольский              | село Новоникольское        | 2 018           | ↘1 425          | 6,62   | 5             | 116453000 |
| 214   | 12    | Сельский округ                       | Сандыктауский               | село Сандыктау             | 2 170           | ↘1 953          | 9,07   | 2             | 116455000 |
| 215   | 13    | Сельский округ                       | Широковский                 | село Богородка             | 1 177           | ↘848            | 3,94   | 2             | 116459000 |
| 216   | 14    | Село (сельская администрация)        | Мадениет                    | аул Мадениет               | 877             | ↘550            | 2,56   | 1             | 116450000 |
| 217   | 19    | Район                                | Целиноградский              | село Акмол                 | 42 068          | ↗58 350         | 7,91   | 49            | 116600000 |
| 218   | 1     | Сельский округ                       | Акмол                       | село Акмол                 | 5 180           | ↗6 143          | 10,53  | 2             | 116630000 |
| 219   | 2     | Сельский округ                       | Арайлынский                 | село Арайлы                | 3 186           | ↗4 049          | 6,94   | 5             | 116655000 |
| 220   | 3     | Сельский округ                       | Жанаесильский               | село Жанаесиль             | 3 171           | ↗3 431          | 5,88   | 3             | 116659000 |
| 221   | 4     | Сельский округ                       | Жарлыкольский               | село Жангызкудук           | 2 957           | ↘2 776          | 4,76   | 2             | 116647000 |
| 222   | 5     | Сельский округ                       | Кабанбай батыра             | село Кабанбай батыра       | 4 734           | ↗5 937          | 10,17  | 4             | 116665000 |
| 223   | 6     | Сельский округ                       | Караоткельский              | село Караоткель            | 2 195           | ↗5 234          | 8,97   | 3             | 116648000 |
| 224   | 7     | Сельский округ                       | Кызылкуатский               | село Кызылсуат             | 1 094           | ↗1 598          | 2,74   | 3             | 116652000 |
| 225   | 8     | Сельский округ                       | Нуресильский                | село Нуресиль              | 2 017           | ↗2 598          | 4,45   | 3             | 116637000 |
| 226   | 9     | Сельский округ                       | Оразакский                  | село Оразак                | 2 157           | ↗1 825          | 3,13   | 2             | 116649000 |
| 227   | 10    | Сельский округ                       | Приреченский                | село Приречное             | 1 358           | ↗1 436          | 2,46   | 2             | 116663000 |
| 228   | 11    | Сельский округ                       | Рахымжана Кошкарбаева       | село Рахымжана Кошкарбаева | 2 394           | ↗2 516          | 4,31   | 3             | 116667000 |
| 229   | 12    | Сельский округ                       | Родина                      | село Родина                | 1 923           | ↗1 721          | 2,95   | 3             | 116661000 |
| 230   | 13    | Сельский округ                       | Софиевский                  | село Софиевка              | 1 472           | ↗2 106          | 3,61   | 2             | 116671000 |
| 231   | 14    | Сельский округ                       | Талапкерский                | село Талапкер              | 1 229           | ↗4 323          | 7,41   | 3             | 116672000 |
| 232   | 15    | Сельский округ                       | Тасты                       | аул Тасты                  | 1 857           | ↗1 895          | 3,25   | 3             | 116653000 |
| 233   | 16    | Сельский округ                       | Шалкарский                  | село Шалкар                | 1 823           | ↘1 260          | 2,16   | 3             | 116673000 |
| 234   | 17    | Село (сельская администрация)        | Коянды                      | село Коянды                | 319             | ↗2 954          | 5,06   | 1             | 116645000 |
| 235   | 18    | Село (сельская администрация)        | Маншук                      | село Маншук                | 907             | ↘817            | 1,40   | 1             | 116658000 |
| 236   | 19    | Село (сельская администрация)        | Тайтобе                     | село Тайтобе               | 351             | ↗832            | 1,43   | 1             | 116651000 |
| 237   | 20    | Район                                | Шортандинский               | посёлок Шортанды           | 33 074          | ↘29 580         | 4,01   | 29            | 116800000 |
| 238   | 1     | Поселковая администрация («посёлок») | Жолымбет                    | посёлок Жолымбет           | 5 218           | ↘4 258          | 14,39  | 1             | 116839000 |
| 239   | 2     | Поселковая администрация («посёлок») | Шортанды                    | посёлок Шортанды           | 7 178           | ↘6 268          | 21,19  | 1             | 116830000 |
| 240   | 3     | Сельский округ                       | Андреевский                 | село Андреевка             | 1 582           | ↘1 134          | 3,83   | 2             | 116833000 |
| 241   | 4     | Сельский округ                       | Бектау                      | село Бектау                | 1 902           | ↗1 958          | 6,62   | 4             | 116841000 |
| 242   | 5     | Сельский округ                       | Бозайгыр                    | село Бозайгыр              | 3 265           | ↗3 717          | 12,57  | 3             | 116837000 |
| 243   | 6     | Сельский округ                       | Дамсинский                  | село Дамса                 | 3 854           | ↘3 417          | 11,55  | 3             | 116835000 |
| 244   | 7     | Сельский округ                       | Новокубанский               | село Новокубанка           | 1 990           | ↗2 036          | 6,88   | 2             | 116843000 |
| 255   | 8     | Сельский округ                       | Новоселовский               | село Новосёловка           | 1 639           | ↘1 356          | 4,58   | 4             | 116845000 |
| 256   | 9     | Сельский округ                       | Петровский                  | село Петровка              | 2 164           | ↘1 721          | 5,82   | 3             | 116847000 |
| 257   | 10    | Сельский округ                       | Пригородный                 | село Пригородное           | 1 421           | ↘1 166          | 3,94   | 3             | 116849000 |
| 258   | 11    | Сельский округ                       | Раевский                    | село Раевка                | 1 721           | ↘1 484          | 5,02   | 4             | 116855000 |

## История административно-территориального деления Акмолинской области

### Российская империя
После полноценного вхождения казахских жузов в состав Российской империи на рубеже первой четверти XIX века, на данных территориях ознаменовались определённые административно–территориальные реформы. В 1822 году императором Александром I были приняты законопроекты и акты, разработанные М. М. Сперанским. Согласно которым:
- Сибирское генерал-губернаторство было разделено на две генерал-губернаторство — Восточно-Сибирское генерал-губернаторство и Западно-Сибирское генерал-губернаторство соответственно[10];
- В состав Западно-Сибирского генерал-губернаторства вошли Тобольская, Томская губерний и новообразованная Омская область[11];
- Было введено для казахов система управления, самоуправления и суд по общероссийскому образцу. Ликвидирована ханская власть[12].

По «Учреждению для управления Сибирских губерний» от 22 июня (4 августа) 1822 года, Омская область была разделена на внутренние и внешние округа. Внутренние округа были открыты в ноябре 1823, январе 1824 годов: Омский, Петропавловский, Семипалатинский, Усть-Каменогорский. Всего — 4. Внешние округа создавались постепенно: Каркаралинский, Кокчетавский (оба открыты в 1824), Аягузский (в 1831), Акмолинский (в 1832), Баян-Аульский и Учбулакский (оба — в 1833), Аман-Карагайский (Кушмурунский, в 1834). Территория нынешней области располагалась во внешних округах Омской области.
Омская область ликвидирована Высочайше утверждённым Положением 6 апреля 1838 года № 11122 «Об отдельном управлении Сибирскими Киргизами». Омский и Петропавловский округа отошли к Тобольской губернии, Семипалатинский и Усть-Каменогорский округа — к Томской губернии. К 1854 году внешние округа — образовали Область Сибирских Киргизов. В состав области вошли Кокчетавский, Кушмурунский, Акмолинский, Баянаульский и Каркаралинский округа, населённые преимущественно казахами. Административным центром являлся город Омск, не входивший в состав Области.
Область Сибирских киргизов была ликвидирована Именным указом, данным Сенату 21 октября 1868 года № 46380 «О преобразовании управления Киргизскими степями Оренбургского и Сибирского ведомств и Уральским и Сибирским казачьими войсками». Территория разделена на Акмолинскую и Семипалатинскую области. До открытия 1 января 1869 года Акмолинской области город Омск временно был причислен к Тобольской губернии.
Акмолинская область образована в составе Западно-Сибирского генерал-губернаторства. 1 января 1869 года состоялось открытие области в составе 4 округов: Омского, Петропавловского, Кокчетавского, Акмолинского. В 1869 году был создан 5 округ — Сарысуйский, переименованный в 1878 году в Атбасарский. С 1882 года — в составе Степного генерал-губернаторства. В 1898 году областные округа преобразованы в уезды.
Перечень уездов на 1912 год
| № | Название             | Герб | Площадь, вёрст² | Плотность | Население, 1897 | Процентная, доля. | Административный центр. | Население центра, чел. |
| - | -------------------- | ---- | --------------- | --------- | --------------- | ----------------- | ----------------------- | ---------------------- |
| 1 | Акмолинский уезд     |      | 219 420,0       |           | 185 058         | 27,11             | Акмолинск               | 9 688                  |
| 2 | Атбасарский уезд     |      | 108 390,0       |           | 86 413          | 12,66             | Атбасар                 | 3 038                  |
| 3 | Кокчетавский уезд    |      | 69 290,0        |           | 155 461         | 22,77             | Кокчетав                | 4 962                  |
| 4 | Омский уезд          |      | 37 170,0        |           | 100 539         | 14,73             | Омск                    | 37 376                 |
| 5 | Петропавловский уезд |      | 63 590,0        |           | 155 137         | 22,73             | Петропавловск           | 19 688                 |

### Период революции и последующей гражданской войны
Во время Октябрьской революции (1917), и последующей гражданской войны (1917—1922), административно-территориальное устройство имело форму крайней неоднозначности и неординарности, связанная с противоборствующими сторонами не только в политическом но и в административном аспектах: территория области оказалась под влиянием нормативов как «красных», так и «белых».
Согласно постановлению № 158 «О сформировании из 20 волостей Каинского уезда, Томской губернии, и Троицкой волости, Тюкалинского уезда, самостоятельного Татарского уезда, с созданием уездного центра в городе Татарске» — из 20 волостей Каинского уезда, а именно: Казаткульская, Шипицинская, Верхне-Омская, Юдинская, Угуйская, Андреевская, Меньшиковская, Татарская, Романовская, Верхне-Тарская, Уйская, Карачинская, Верхне-Майзасская, Кыштовская, Казаче-Мысская, Чекинская, Усть-Татарская, Вознесенская, Купинская и Тармакульская, а также Троицкая, Тюкалинского уезда, составляющие тогда Татарский район, был образован самостоятельный уезд с присвоенным ему наименованием «Татарский», с созданием уездного центра в городе Татарске и присоединённым его в политическом, административном и экономическом отношениях к составу Акмолинской области.
В январе месяце 1918 года в состав области были присоединены Тарский, Тюкалинский уезды Тобольской губернии. В состоявшейся в феврале месяце 1918 года Первая чрезвычайная сессия Тобольского губернского земского собрания, с отложенным на следующую сессию вопрос «Об отделении Тарского и Тюкалинского уездов из состава Тобольской губернии к Акмолинской области» с обязательством губернской земской управы представить обстоятельный доклад по данному вопросу — Собранием было отмечено, что «вопрос о перечислении волостей из одной губернии в другую не входит в его компетенцию», и постановило признать, «что со стороны Тобольского губернского земства к перечислению означенных волостей к Акмолинской области препятствий не встречается».
На территории Тобольской губернии был образован Калачинский уезд, который согласно постановлению Собрании, вошёл в состав Акмолинской области. В том же году в состав области был присоединён Славгородский уезд из Алтайской губернии.
Однако, после прихода к власти Временного правительства, административные и нормативные акты, принятые «красными» — были полностью ликвидированы, тем самым непосредственно восстановилось статус-кво. Таким образом, Тарский, Тюкалинский, Калачинский уезды переданы вновь в Тобольскую губернию, а Славгородский уезд — в Алтайскую. Переименованная до этого в Омскую Акмолинская область возвращает первоначальное наименование.
В феврале месяце 1919 года 6 волостей Тюкалинского уезда Тобольской губернии были перечислены в Омский уезд Акмолинской области. В июле 1919 года, с приходом «красных», Акмолинская область вновь переименована в Омскую с причислением Тарского, Тюкалинского, Калачинского уездов Тобольской и Татарского уезда Томской губерний.
После двух совершённых наступательных операций РККА — Петропавловской и Омской в августе ноябре 1919 года, «красные» заняли северную часть тогдашней территории области, а в декабре того же года, — была занята город Акмолинск. Тем самым, к 1920 году, почти на всей территории области была установлена советская власть, которая соответственно начала формировать новое административно-территориальное устройство.

### Советский период

#### Акмолинская губерния
Во время раннего советского периода, административно-территориальное устройство соответствовало доктрине Ленина про безусловное (не зависящее от международного права) право на самоопределение каждого народа, что подразумевало не только право на язык, но создание административно-территориальных единиц. Последующая политика коренизации также внесла определённые коррективы в отношении административно-территориального устройства.
Постановлением Сибревкома от 3 января 1920 года Омская область официально была преобразована в Омскую губернию в составе 1 уезда: Семипалатинского уезда.
Акмолинская губерния была образована 25 апреля 1921 года из Акмолинского (75 волостей), Атбасарского (54 волостей), Кокчетавского (63 волостей) и Петропавловского (44 волостей) уездов Омской губернии. На день образования губернии в его состав входило — 233 волости.
11 мая 1920 года, на территории Атбасарского уезда образованы Баганалинский (10 вол.), Средне-Аргынский (18 вол.) районы. 26 июля 1922 года, районы были упразднены, а волости переданы в Атбасарский уезд (Утверждено Атбасарским уисполкомом 2 августа 1922 года). На территории Акмолинской губернии также находился Таминский район, ликвидированный в 1922 году.
27 апреля 1921 года, образованный в 1919 году из 17 волостей Петропавловского уезда — Всесвятский район, был передан в состав Кустанайской губернии, на основании постановления ЦИК КазССР от 1 апреля 1921 года.
15 сентября 1921 года, согласно постановлению ВЦИК от 8 сентября 1921 года, из Ишимского уезда Тюменской губернии перечислены 5 волостей, впоследствии образовавшие Соколовский район. 28 октября 1921 года, район был упразднен, волости вошли в состав Петропавловского уезда.
1 октября 1921 года от южной части Омского уезда Омской губернии отошло 15 волостей, который образовали 28 октября Ореховский район. 10 мая 1922 года район упразднён, из его волостей был образован Черлакский уезд (Утверждено ЦИК КазАССР 24 марта 1923 года).
С января 1923 года проведено укрупнение волостей. К ноябрю 1924 года, в Акмолинском уезде осталось 19 волостей, в Атбасарском — 8, в Кокчетавском — 17, в Петропавловском — 10, в Черлакском — 5.
28 мая 1925 года упразднён Черлакский уезд (Утверждено ВЦИК 26 октября 1925 года) с присоединением волостей к Петропавловскому уезду.
17 января 1928 года Акмолинская губерния была упразднена (Утверждено ВЦИК 3 сентября 1928 года). Из уездов и волостей губернии созданы районы Акмолинского, Павлодарского, Кзыл-Джарского (Петропавловского) и Сыр-Дарьинского округов.
Административно-территориальное устройство Акмолинской губернии на 1926 год
| №                    | Наименование волостей | Местонахождение волисполкома | Расстояние от уездного центра, км² | Сельсоветы | Селений | Дворов | Население |
| -------------------- | --------------------- | ---------------------------- | ---------------------------------- | ---------- | ------- | ------ | --------- |
| Акмолинский уезд     |                       |                              |                                    |            |         |        |           |
| 1                    | Асан—Кайгинская       | рудник Успенский             | 331                                | 4          | н. св.  | 1 907  | 10 312    |
| 2                    | Акмолинская           | город Акмолинск              | —                                  | 9          | н. св.  | 5 959  | 24 051    |
| 3                    | Азатская              | село Алексеевка              | 117                                | 5          | н. св.  | 3 319  | 15 613    |
| 4                    | Воровская             | село Новочеркасское          | 117                                | 12         | 31      | 2 837  | 15 613    |
| 5                    | Еременская            | село Николаевка              | 101                                | 2          | н. св.  | 1 250  | 5 919     |
| 6                    | Ишимская              | село Новочеркасское          | 117                                | 4          | н. св.  | 1 868  | 9 763     |
| 7                    | Калининская           | село Нецветаевское           | 107                                | 6          | 15      | 997    | 5 195     |
| 8                    | Карагандинская        | село Долинское               | 267                                | 6          | н. св.  | 3 753  | 17 110    |
| 9                    | Коммунистическая      | село Николаевка              | 101                                | 12         | 36      | 2 857  | 16 593    |
| 10                   | Кургальджинская       | аул Беспаевский              | 128                                | 4          | н. св.  | 2 114  | 10 300    |
| 11                   | Нуринская             | село Черниговское            | 91                                 | 4          | н. св.  | 2 382  | 10 413    |
| 12                   | Объединённая          | село Киевское                | 112                                | 8          | 22      | 1 736  | 9 667     |
| 13                   | Промышленная          | село Больше—Михайловка       | 240                                | 16         | 38      | 2 381  | 11 831    |
| 14                   | Революционная         | город Акмолинск              | —                                  | 19         | 45      | 4 138  | 22 860    |
| 15                   | Сар—Аркинская         | село Захаровское             | 192                                | 2          | н. св.  | 1 015  | 8 206     |
| 16                   | Сары—Суйская          | урочище Ата—су               | 352                                | 7          | н. св.  | 2 088  | 8 622     |
| 17                   | Троцкая               | село Алексеевка              | 117                                | 18         | 49      | 4 342  | 23 547    |
| 18                   | Эркиншиликская        | село Нецветаевское           | 107                                | 5          | 5       | 2 731  | 10 951    |
| Атбасарский уезд     |                       |                              |                                    |            |         |        |           |
| 1                    | Атбасарская           | село Атбасар                 | —                                  | 7          | н. св.  | 3 251  | 16 600    |
| 2                    | Каракоивская          | аул Жалмал—Клок              | 139                                | 7          | н. св.  | 2 916  | 14 489    |
| 3                    | Карсокпайская         | рудник Джезказган            | 480                                | 5          | н. св.  | 2 359  | 12 234    |
| 4                    | Пролетарская          | село Красивое                | 128                                | 9          | 22      | 1 254  | 7 019     |
| 5                    | Свободная             | село Ишимское                | 125                                | 10         | 14      | 1 443  | 7 873     |
| 6                    | Советская             | село Мариинское              | 59                                 | 10         | 13      | 2 059  | 10 067    |
| 7                    | Социалистическая      | село Атбасар                 | —                                  | 28         | 58      | 6 046  | 32 441    |
| 8                    | Тас—Уткульская        | село Ишимское                | 125                                | 7          | н. св.  | 3 490  | 15 331    |
| Кокчетавский уезд    |                       |                              |                                    |            |         |        |           |
| 1                    | Акан—Бурлукская       | село Акан—Бурлук             | 128                                | 13         | 38      | 4 115  | 23 023    |
| 2                    | Балкашинская          | село Балкашинское            | 107                                | 25         | 50      | 6 504  | 35 335    |
| 3                    | Бостандыкская         | город Кокчетав               | —                                  | 6          | н. св.  | 2 249  | 11 119    |
| 4                    | Володарская           | село Володарское             | 93                                 | 23         | 45      | 7 834  | 41 701    |
| 5                    | Восточная             | урочище Кок—Тобе             | 139                                | 8          | н. св.  | 1 644  | 7 998     |
| 6                    | Джеландинская         | село Акан—Бурлук             | 128                                | 7          | н. св.  | 2 623  | 10 459    |
| 7                    | Кокчетавская          | город Кокчетав               | —                                  | 4          | н. св.  | 2 327  | 10 332    |
| 8                    | Красная               | село Казанское               | 142                                | 17         | 51      | 4 872  | 24 747    |
| 9                    | Красноармейская       | село Сухотинское             | 80                                 | 15         | 33      | 3 819  | 19 324    |
| 10                   | Крестьянская          | город Кокчетав               | —                                  | 17         | 23      | 3 452  | 18 856    |
| 11                   | Макинская             | село Макинское               | 128                                | 11         | 40      | 2 739  | 14 014    |
| 12                   | Октябрьская           | село Карасевское             | 85                                 | 7          | н. св.  | 3 467  | 14 822    |
| 13                   | Ортакшиларская        | село Казанское               | 142                                | 8          | н. св.  | 2 968  | 13 336    |
| 14                   | Рузаевская            | село Рузаевское              | 192                                | 15         | 50      | 3 394  | 21 466    |
| 15                   | Советская             | село Николаевское            | 112                                | 16         | 43      | 2 923  | 18 083    |
| 16                   | Щучинская             | село Щучинское               | 75                                 | 11         | 37      | 3 396  | 18 901    |
| 17                   | Энбекшильдерская      | село Щучинское               | 75                                 | 7          | н. св.  | 2 418  | 12 615    |
| Петропавловский уезд |                       |                              |                                    |            |         |        |           |
| 1                    | Булаевская            | село Булаевское              | 86                                 | 19         | 87      | 4 702  | 23 446    |
| 2                    | Бейнеткорская         | село Полтавское              | 69                                 | 9          | н. св.  | 2 264  | 12 655    |
| 3                    | Интернациональная     | село Мамлютка                | 43                                 | 12         | 43      | 3 960  | 21 350    |
| 4                    | Кзыл—Гаскарская       | посёлок Казпосёлок           | 88                                 | 9          | н. св.  | 3 134  | 15 641    |
| 5                    | Ленинская             | село Богодуховка             | 96                                 | 9          | 48      | 1 954  | 9 890     |
| 6                    | Образцовая            | село Явленское               | 87                                 | 21         | 88      | 5 956  | 33 510    |
| 7                    | Пресновская           | село Пресновское             | 139                                | 19         | 36      | 4 516  | 21 112    |
| 8                    | Тонкерыйская          | аул Вак                      | 203                                | 8          | н. св.  | 3 147  | 13 833    |
| 9                    | Трудовая              | город Петропавловск          | —                                  | 43         | 180     | 12 273 | 66 809    |
| 10                   | Урицкая               | село Мариинское              | 192                                | 10         | 28      | 3 238  | 16 708    |
| 11                   | Пресногорьковская     | село Пресногорьковское       | 267                                | 18         | 48      | 4 292  | 21 130    |
| 12                   | Бостандык—Тууская     | аул Агаш—Урун                | 341                                | 6          | н. св.  | 2 048  | 8 756     |
| 13                   | Кзыл—Тууская          | аул Шарыкпай                 | 235                                | 8          | н. св.  | 3 729  | 15 479    |
| 14                   | Добровольская         | село Добровольское           | 245                                | 4          | 25      | 810    | 3 872     |
| 14                   | Степановская          | село Степановка              | 277                                | 8          | 49      | 2 201  | 11 248    |
| 15                   | Черлакская            | село Черлакское              | 416                                | 4          | 43      | 2 161  | 10 469    |

#### Окружное деление
В условиях реконструкции народного хозяйства, развития промышленности и сельского хозяйства — назрела необходимость существенного изменения административно-территориального устройства и деления. Прежнее устройство не могло способствовать дальнейшему росту производительности Республики, его основные звенья — губернии и уезды, были соотнесены без достаточного учёта особенностей их экономики и размера территории. Поэтому, отныне, в новой систематике административно-территориального устройства важную роль начал играть район: по своим размерам был меньше уезда но больше волости. Районные организации государственной власти обладали всеми правами уездных советов.
Образование районов проводилось с учётом экономического тяготения аулов, сёл и других населённых пунктов к определённому хозяйственному и культурному центру, необходимости обеспечения повседневного руководства со стороны районных и советских органов власти развитием сельского хозяйства. После тщательной и всесторонней подготовки проект административно-территориального районирования 17 января 1928 года был утверждён 2-й сессией ЦИК КазССР 6-го созыва. На территории Казахстана создавалось 13 округов и 180 районов.
Акмолинский округ был образован 17 января 1928 года из частей Акмолинского, Атбасарского уездов Акмолинской губернии и Павлодарского уезда Семипалатинской губернии в составе 15 районов (Утверждено ВЦИК 3 сентября):
- Азатский район — образован из Азатской и части Ишимской волостей Акмолинского уезда;
- Акмолинский — из Акмолинской и частей Ереминской и Ишимской волостей Акмолинского уезда;
- Асан—Кайгинский — из Асан—Кайганской и части Сары—Суйской волостей Акмолинского уезда;
- Атбасарский — из Атбасарской, Тас—Уткульской и части Каракоинской волостей Атбасарского уезда;
- Карагандинский — из Карагандинской волости Акмолинского уезда;
- Коммунистический — из Коммунистической и части Калининской волостей Акмолинского уезда;
- Кургальджинский — из Кургальджинской волости Акмолинского уезда и части Каракоинской волости Атбасарского уезда;
- Ленинский — из Воровской, части Санниковской волостей Акмолинского уезда и части Советской волости Атбасарского уезда;
- Нуринский — из Нуринской, Сары—Аркинской волостей Акмолинского уезда;
- Пролетарский район — из Пролетарской и Свободной волостей Атбасарского уезда;
- Промышленный — из Объединённой и части Промышленной волостей Акмолинского уезда;
- Социалистический — из частей Советской и Социалистической волостей Атбасарского уезда;
- Сталинский — из частей Калининской и Санниковской волостей Акмолинского уезда;
- Революционный — из Революционной, частей Калининской, Объединённой волостей Акмолинского уезда;
- Эркеншиликский — из Эркеншиликской и части Ереминской волостей Акмолинского уезда.

17 декабря 1930 года на основании постановления ВЦИК от 23 июля 1930 года, Акмолинский округ упразднён. Его районы были укрупнены: Азатский район — присоединён к Сталинскому и Эркеншиликскому районам; часть Атбасарского — к Есильскому и Нуринскому; часть Жана—Аркинского — к Карагандинскому, а часть Карагандинского — к Акмолинскому; Коммунистический — к Акмолинскому, Карагандинскому, Эркеншиликскому; Ленинский — к Акмолинскому, Атбасарскому, Сталинскому; Пролетарский — к Есильскому; Промышленный — к Карагандинскому, Нуринскому; Революционный — к Акмолинскому, Нуринскому, Эркеншиликскому; Социалистический — к Атбасарскому; часть Сталинского — к Эркеншиликскому.

#### Районное деление
17 декабря 1930 года на основании постановления ВЦИК от 23 июля 1930 года, окружное деление упразднено и введено районное деление, в основу которого положены укрупнённые районы 1929 года с частичным образованием новых районов (121 районов). 20 февраля 1932 года, районы вошли в состав образованных 6 областей (Утверждено ВЦИК 10 марта 1932 года).

#### Областное деление
20 февраля 1932 года образована Карагандинская область в составе 23 районов (Утверждено ВЦИК 10 марта 1932 года).
В периоде 1934—1936 годов:
- 9 июля 1934 года образован Красноармейский район из части Кокчетавского района;
- 2 августа 1934 года административный центр Нуринского района перенесён в село Киевку;
- 9 января 1935 года образованы Вишнёвский, Зерендинский, Калининский, Молотовский, Полудинский, Пресногорьковский, и Приишимский районы (Утверждено ВЦИК 31 января 1935 года). 29 июля 1936 года Пресногорьковский район передан в состав Кустанайской области, остальные районы, кроме Вишнёвского, вошли в состав Северо-Казахстанской области;
- 10 февраля 1935 года утверждены центром Арык—Балыкского района — село Арык—Балык, Бейнеткорского — село Шолак—Долан, Есильского — село Кийма, Кзыл—Тусского — село Кзыл—Ту, Кокчетавского — село Кокчетав, Кургальджинского — посёлок Казгородок, Эркеншиликского — село Благодатное.
- 29 июля 1936 года образован Соколовский район из части Мамлютского района; Келлеровский из части Красноармейского; Новочеркасский из части Калининского. Два первых района вошли в состав Северо-Казахстанской области.

29 июля 1936 года образована Северо-Казахстанская область в составе 16 районов, административный центр Карагандинской области был перенесён из города Петропавловск в город Караганда.
Указом Президиума ВС СССР от 14 октября 1939 года «Об образовании Семипалатинской, Акмолинской и Джамбулской областей в составе Казахской ССР», — была образована Акмолинская область с административным центром в городе Акмолинск. Согласно Указу в состав Акмолинской области включались: город Акмолинск и Акмолинский, Новочеркасский, Эркеншиликский, Вишневский районы Карагандинской области; город Степняк и Сталинский, Калининский, Макинский, Атбасарский, Есильский, Рузаевский, Арык-Балыкский, Молотовский, Зерендинский, Щучинский, Энбекшильдерский районы Северо-Казахстанской области.
Указом Президиума Верховного Совета Казахской ССР от 16 октября 1939 года в Акмолинской области за счет разукрупнения Сталинского района был образован Шортандинский район. В состав района вошли 15 посёлковых, сельских и аульных советов: Алтайский, Андреевский, Байкальский, Ворошиловский, Голощекинский, Гуляйпольский, Жолымбетский, Казциковский, Конкрынский, Новокавказский, Октябрьский, Петровский, Пригородный и Шортандинский.
На 1 мая 1940 года, Акмолинская область состояла из 2 городов областного подчинения, 2 городов районного подчинения, 16 сельских районов, 5 посёлков и 253 сельсоветов.
Указом Президиума ВС СССР от 16 марта 1944 года «Об образовании Кокчетавской и Талды-Курганской областей в составе Казахской ССР», — была образована Кокчетавская область с административном центром в городе Кокчетав. Согласно Указу, в состав Кокчетавской области включалось: город Кокчетав и Айртауский, Келлеровский, Кзылтууский, Кокчетавский, Красноармейский, Чкаловский районы, выделенные из состава Северо-Казахстанской области, и Арык-Балыкский, Зерендинский, Рузаевский, Щучинский, Энбекшильдерский районы, выделенные из состава Акмолинской области.
Указом Президиума Верховного Совета Казахской ССР от 5 ноября 1941 года Кургальджинский район передан в состав Акмолинской области.
На 1 мая 1949 года, Акмолинская область состояла из 2 городов областного подчинения, 2 городов районного подчинения, 12 сельских районов, 9 посёлков городского типа и 202 сельсоветов.
Указом Президиума Верховного Совета Казахской ССР от 18 мая 1945 года рабочий посёлок Макинка Макинского района преобразован в город районного подчинения с присвоением наименования «Макинск». В 1940 году были преобразованы в посёлки городского типа населённые пункты Аксу, Бестобе, Жолымбет. В 1945 году — Колутон. В 1949 году — Джалтыр.
На 1 марта 1954 года, Акмолинская область состояла из 2 городов областного подчинения, 2 городов районного подчинения, 12 сельских районов, 11 посёлков городского типа и 202 сельсоветов
В 1957 году населённый пункт Акбеит был преобразован в посёлок городского типа, в 1964 году — Балкашино, Вишнёвка, в 1966 году — Кургальджинский, в 1968 году — Железнодорожный (ныне в составе Астаны). В 1965 году населённые пункты Алексеевка, Ерментау преобразованы в города.
Указом Президиума Верховного Совета Казахской ССР от 14 сентября 1954 года город Степняк был передан в состав Кокчетавской области.
Указом Президиума Верховного Совета Казахской ССР от 22 октября 1955 года из сельсоветов Есильского района были образованы Баранкульский, Кийминский районы.
Указом Президиума Верховного Совета Казахской ССР от 30 июля 1957 года Молотовский район был переименован в Балкашинский.
Постановлением ЦК КПСС от 26 декабря 1960 года Акмолинская область упразднена, территория области передана в краевое подчинение новообразованного Целинного края.
24 апреля 1961 года область была восстановлена под наименованием «Целиноградская». Областным и краевым центром являлся переименованный 20 марта 1961 года в Целиноград город Акмолинск.
Указом Президиума Верховного Совета Казахской ССР от 2 января 1963 года введено новое административно-территориальное деление. В частности, согласно Указу:
- вместо 14 районов и 1 города областного подчинения создано 10 сельских районов, 1 промышленный район и 1 город областного подчинения;
- ликвидированы 9 районов: Баранкульский, Вишневский, Калининский, Кийминский, Ленинский, Макинский, Новочеркасский, Шортандинский и Эркеншиликский

Указом Президиума Верховного Совета Казахской ССР от 31 декабря 1964 года были восстановлены Вишневский и Макинский районы, Жолымбетский промышленный район упразднён.
Указом Президиума Верховного Совета Казахской ССР от 19 октября 1965 года Целинный край упразднён. Целиноградская область вошла в состав Казахской ССР.
Указом Президиума Верховного Совета Казахской ССР от 31 января 1966 года восстановлен Шортандинский район, а 28 мая из восточных сельсоветов Державинского района образован Жанадалинский район.
Указом Президиума Верховного Совета Казахской ССР от 23 ноября 1970 года из западных районов Целиноградской области и южных районов Кустанайской, была образована Тургайская область. Так, согласно Указу, в состав новообразованной области вошли — Державинский, Есильский, Жаксынский и Жанадалинский районы.
Указом Президиума Верховного Совета Казахской ССР от 4 декабря 1970 года из частей Астраханского, Атбасарского и Кургальджинского районов образован Краснознаменский район. Так, в его состав вошли Бесбидаикский и Полтавский сельсоветы Астраханского, Коржинкольский сельсовет Атбасарского, Абайский, Армавирский, Буревестникский, Калининский, Коммунарский, Краснозаменский, Ушаковский Кургальджинского районов.
Указом Президиума Верховного Совета Казахской ССР от 25 декабря 1973 года были образованы Мариновский и Селетинский районы.
Указом Президиума Верховного Совета Казахской ССР от 15 февраля 1977 года из южных сельсоветов Кургальджинского района был образован Тенгизский район. В состав района включены Аршатинский, Баршинский, им. XXII партсъезда, Кызылсайский, Сарыозенский, Соналинский, Талдысайский сельсоветы.
На 1 января 1980 года, Целиноградская область состояла из 2 городов областного подчинения, 3 городов районного подчинения, 2 городских районов, 14 районов, 11 посёлков городского типа и 193 сельсоветов.
Решением исполкома Целиноградского областного Совета народных депутатов от 28 января 1982 года Кызылсайский сельсовет Тенгизского района передан в состав Кургальджинского района.
Указом Президиума Верховного Совета Казахской ССР от 18 июля 1985 года Тенгизский район передан в состав Карагандинской области.
Указом Президиума Верховного Совета Казахской ССР от 9 июля 1988 года Мариновский район упразднён. Территория района была разделена между Астраханским, Атбасарским, Балкашинским, и Макинским районами.

### Независимый Казахстан
6 июля 1992 года город Целиноград и Целиноградская область согласно историческому контексту переименованы в Акмолу (каз. Ақмола — «Белая Могила», «Белая Святыня») и Акмолинскую область.
Указом Президента Республики Казахстан от 28 февраля 1997 года № 3370 «Об упразднении Селетинского района Акмолинской области» — Селетинский район Акмолинской области был упразднён. Территория района разделена между Алексеевским и Ерментауским районами. Позже, Решением акима Акмолинской области от 11 марта 1997 года № 30 «Об изменении границ города Степногорска, Алексеевского и Ерментауского районов», в состав города Степногорска — передаются посёлки Аксу и Бестобе.
Указом Президента Республики Казахстан от 22 апреля 1997 года № 3466 «О мерах по оптимизации административно-территориального устройства Республики Казахстан» — Тургайская область была упразднена. Территория области была разделена между Акмолинской и Кустанайской областями. В состав Акмолинской области отошли Державинский, Есильский, Жаксынский, Жанадалинский, Кийминский районы.
Указом Президента Республики Казахстан от 23 июля 1997 года № 3604 «Об упразднении Жанадалинского и Кийминского районов Акмолинской области» — Жанадалинский и Кийминский районы были упразднены. Территория Жанадалинского района — вошла в состав Державинского района, территория Кийминского района — в Жаксынского района.
14 июля 1997 года решением акима Акмолинской области в связи с упразднением Тургайской области посёлок Шантобе был передан в административное подчинение акима г. Степногорска.
Указом Президента Республики Казахстан от 14 ноября 1997 года № 3759 «О переименовании отдельных административно-территориальных единиц Акмолинской области и изменении их транскрипции», в соответствии со статьей 9 Закона Республики Казахстан от 8
декабря 1993 года были переименованы: Алексеевский район в Аккольский район, город Алексеевка — в город Акколь, Балкашинский район — в Сандыктауский, Вишнёвский район — в Аршалынский, Державинский — в Жаркаинский, Краснознаменский район — в Егиндыкольский, Макинский район — в Буландынский; транскрипция Ерментауского района была изменена на — Ерейментауский, города Ерментау — на Ерейментау, Кургальджинского района — на Коргалжынский.
После упразднения Кокчетавской области Указом Президента Республики Казахстан от 3 мая 1997 года, Указом Президента Республики Казахстан от 8 апреля 1999 года № 114 «Об изменениях в административно-территориальном устройстве Акмолинской и Северо-Казахстанской областей» ― в состав Акмолинской области вошли город Кокшетау, Енбекшильдерский, Зерендинский, Щучинский районы.
После принятия решения о переносе столицы в Акмолу Верховным Советом Республики Казахстан 6 июля 1994 года, 10 декабря 1997 года был составлен соответствующий указ, утверждающий статус столицы Акмолы (тем самым Акмола образовала отдельную административно-территориальную единицу). Указом Президента Республики Казахстан от 6 мая 1998 года № 3941 «О переименовании города Акмолы — столицы Республики Казахстан в город Астана — столицу Республики Казахстан» — Акмола была переименована в Астану.
До 8 апреля 1999 года Астана являлась областным центром Акмолинской области. Согласно Указу «Об изменениях в административно-территориальном устройстве Акмолинской и Северо-Казахстанской областей», областным центром был назначен город Кокшетау.
Указом Президента Республики Казахстан от 3 сентября 2009 года № 862 «О переименовании Щучинского района Акмолинской области» — Щучинский район был переименован в Бурабайский.
Постановлением акимата Акмолинской области от 11 апреля 2013 года № А-3/149 и решением Акмолинского областного маслихата от 11 апреля 2013 года № 5С-12-3 «Об изменении административно-территориального устройства города Степногорск, Аккольского, Ерейментауского и Шортандинского районов Акмолинской области» (зарегистрированное Департаментом юстиции Акмолинской области 24 апреля 2013 года № 3708):
- в состав Степногорской городской администрации переданы административно-территориальные образования «Село Кырыккудык» Аккольского района общей площадью 3 302 гектара и «Село Изобильное» Ерейментауского района общей площадью 12 005 гектаров;
- границы единицы «Село Селетинское» были увеличены за счёт включения в её состав бывших земель административно-территориальной единицы «Село Изобильное» общей площадью в 100 203 гектара;
- границы Жалгызкарагайского сельского округа были увеличены за счёт включения в его состав бывших земель административно-территориальной единицы «Село Кырыккудык» общей площадью в 105 968 гектаров.

Постановлением акимата Акмолинской области от 8 мая 2013 года № А-4/194 и решением маслихата Акмолинской области от 8 мая 2013 года № 5С-13-2 «Об изменении границ города Степногорска и Аккольского района Акмолинской области» (зарегистрированное Департаментом юстиции Акмолинской области 28 мая 2013 года № 3754) — Богенбайский сельский округ Аккольского района с общей площадью в 112 289 гектар был передан в состав Степногорской городской администрации.
Указом Президента Республики Казахстан от 13 декабря 2017 года № 605 «О переименовании Енбекшильдерского района Акмолинской области» — Енбекшильдерский район был переименован в Биржан сал.
Указом Президента Республики Казахстан от 26 июля 2021 года № 629 «Об изменениях в административно-территориальном устройстве Акмолинской области» — село Косшы Косшинского сельского округа Целиноградского района преобразовано в город областного значения путём выделения из состав Целиноградского района.
Совместным постановлением акимата Акмолинской области от 14 сентября 2022 года № А-9/436 и решением маслихата Акмолинской области от 14 сентября 2022 года № 7С-20-5 «Об изменениях в административно-территориальном устройстве Акмолинской области» (зарегистрированное в Министерстве юстиции Республики Казахстан 21 сентября 2022 года № 29718) — административно-территориальное образование Целиноградского района «Село Тайтобе» передано в состав городской администрации Косшы.